# Geoffrey Bawa
Geoffrey Bawa (Brits-Ceylon, 23 juli 1919 - Colombo, 27 mei 2003) was een modernistische architect uit Sri Lanka. Op Sri Lanka kreeg hij de eretitel Deshamanya wat "Trots der Natie" betekent. Hij is vooral bekend als voorman van het tropisch modernisme. Bawa studeerde aan de Universiteit van Cambridge.
Sinds 2007 wordt tweejaarlijks de Geoffrey Bawa Award uitgereikt.

## Bekende bouwwerken
- Parlementsgebouw te Kotte
- Ceylon paviljoen op de Wereldtentoonstelling van 1970 te Osaka
- Kandalama Hotel te Sigiriya